# Wodnyj
Wodnyj – osiedle typu miejskiego w Rosji, w Republice Komi. W 2010 roku liczyło 6382 mieszkańców.